# Spratly-szigetek
A Spratly-szigetek  egy vitatott hovatartozású szigetcsoport a Dél-kínai-tengeren. Körülbelül száz zátonyból, apró szigetekből, esetenként víz alatti atollokból csoportosuló szigetcsoport a Fülöp-szigetek, Malajzia és Dél-Vietnám közötti tengerben fekszik.
A Spratly-szigetek egy 810-szer 900 kilométeres területet pettyeznek: mintegy 175 azonosított szigetképződmény található itt, ezek közt a legnagyobb, a Taiping-sziget (Itu Aba) 1,3 kilométer hosszú és legmagasabb pontja mindössze 3,8 méter.
A szigetek a Dél-kínai-tenger egyik legnagyobb szigetcsoportja és stratégiai fontosságú hajózási útvonalakon helyezkednek el. A szigetek nagyrészt lakatlanok, de gazdag halászterületek, valamint potenciális földgáz- és kőolajlelőhelyek veszik körül.

## Etimológia
Nevét a 19. századi brit bálnavadász-kapitány, Richard Spratly után kapta, aki európaiként 1843-ban felfedezte a szigeteket.

## Politika
A szigetcsoport a 21. század elején főleg arról ismert, hogy több ország is igényt tart a területre. Kína, Tajvan és Vietnám a teljes szigetcsoportot igényli, míg Malajzia és a Fülöp-szigetek egy részét. Ez az öt nemzet katonailag is megszállt különböző szigeteket és a körülbelül negyvenöt elfoglalt sziget szinte mindegyike tartalmaz olyan építményeket, amely szigeteket a malajziai, kínai (Kína és Tajvan), Fülöp-szigeteki vagy vietnámi katonai erők kisajátítottak maguknak.
Brunei is megszállta a szigetcsoport néhány déli zátonyát és kizárólagos gazdasági övezetet követel a Spratly-szigetek délkeleti részén, amely magában foglalja a Louisa-zátonyt is.